# Käppäselkä
Käppäselkä (en carélien : Käppäsel’g, en finnois : Käppäselkä, en russe : Кя́ппесельгa, Kyappeselga) est une municipalité rurale du raïon de Kontupohja en république de Carélie.

## Géographie
L'agglomération de Käppäselkä est située dans la partie nord du raïon de Kontupohja le long de la voie ferrée de Mourmansk, à 65 kilomètres au nord de Kontupohja.
La municipalité de Käppäselkä a une superficie de 1 011,1 km2.
Käppäselkä est bordée par les communes rurales à l'est par Sungu, au sud-est par Suurlahti, au sud par Tedjärvi, à l'ouest par Hirvas ainsi qu'au nord par la ville de Karhumäki.
La majorité du territoire est forestière et celui-ci compte environ 20% d'eau.
Käppäselkä est traversé par les rivières Uunitsa, Kalaoja, Jelgamka et Šaidomka.
Les lacs principaux de Käppäselkä sont l'Onega, le Lismajärvi, le Šaidomozero, le Viikšjärvi, le Verhneje et le Nižneje Pigmozero.

## Démographie
Recensements (*) ou estimations de la population
| 1989 | 2002 | 2009 | 2010 |
| ---- | ---- | ---- | ---- |
| 756  | 706  | 591  | 472  |

| 2013 | - | - | - |
| ---- | - | - | - |
| 426  | - | - | - |